# 胡秉虔
胡秉虔（1770年—1840年），字伯敬，一字春喬，安徽績溪人。

## 生平
胡匡衷之侄。幼嗜學，夜讀必盡燭二條。嘉慶四年（1799年）進士，官刑部山西司主事，授甘肅靈臺知縣，改任江苏宝应知县，后任陕西乡试同考官、署泾州直隶州，调张掖知县，擢河州知州、署肃州直隶州，调补丹噶爾廳同知。道光六年（1826年）平新疆张格尔。卒於甘肃任所。與王引之、張惠言、姚文田友好。
秉虔長於訓詁之學，胡匡衷、胡秉虔、胡培翚三代祖孫齊攻三禮，为世所重。著有《毛诗集释》、《毛诗序录》四卷、《论语小识》八卷、《绳轩读经记》、《周易小识》八卷、《卦本图考》、《尚书序录》、《周礼小识》、《古韵论》、《汉西京博士考》二卷、《说文管见》三卷等。